# Amphelictogon obscurus
Amphelictogon obscurus är en mångfotingart som beskrevs av Chamberlin 1918. Amphelictogon obscurus ingår i släktet Amphelictogon och familjen Chelodesmidae. Inga underarter finns listade i Catalogue of Life.